# Pelomedúsids
Els pelomedúsids (Pelomedusidae) són una família de tortugues d'aigua dolça, nadiues de l'est i del sud de l'Àfrica. Mesuren de 12 cm a 45 cm i en general són arrodonides. Són incapaces de retirar totalment els caps dins les seves closques. La família té dos gèneres vius. Es distingeixen dels seus parents més propers per una frontissa en la part davantera del plastró.
Els pelomedúsdis passen la major part del seu temps en el fang al fons de rius o llacs poc profunds, on s'alimenten d'invertebrats com ara insectes, mol·luscs i cucs. Moltes de les espècies estiuen durant l'estació seca, enterrant-se en el llot.